# Guitar
Albums de Frank Zappa
London Symphony Orchestra, Vol. 2
(1987) You Can't Do That on Stage Anymore, Vol. 1
(1988)
Guitar est un album rock de Frank Zappa sorti en 1988. Il s'agit de solos de guitare enregistrés pendant ses concerts entre 1979 et 1984.

## Historique
Originellement, Frank Zappa voulait réaliser un album de trois disques (vinyles). Finalement, il décida de sortir directement l’album sur CD. Il est donc paru avec une version complète de deux CD avec trente-deux morceaux et une version vinyle de deux disques avec seulement dix-neuf morceaux.

## Liste des titres
Tous les titres sont de Frank Zappa, sauf mention contraire

### Version CD
Premier CD
1. Sexual Harassment in the Workplace – 3 min 42 s
2. Which One Is It? – 3 min 04 s
3. Republicans – 5 min 07 s
4. Do Not Pass Go – 3 min 36 s
5. Chalk Pie – 4 min 51 s
6. In-A-Gadda-Stravinsky – 2 min 50 s
7. That's Not Really Reggae – 3 min 17 s
8. When No One Was No One – 4 min 48 s
9. Once Again, without the Net – 3 min 43 s
10. Outside Now (Original Solo) – 5 min 28 s
11. Jim & Tammy's Upper Room – 3 min 11 s
12. Were We Ever Really Safe in San Antonio? – 2 min 49 s
13. That Ol' G Minor Thing Again – 5 min 02 s
14. Hotel Atlanta Incidentals – 2 min 44 s
15. That's Not Really a Shuffle – 4 min 23 s
16. Move It or Park It – 5 min 43 s
17. Sunrise Redeemer – 3 min 58 s

Second CD
1. Variations on Sinister #3 – 5 min 15 s
2. Orrin Hatch on Skis – 2 min 12 s
3. But Who Was Fulcanelli? – 2 min 48 s
4. For Duane – 3 min 24 s
5. GOA – 4 min 51 s
6. Winos Do Not March – 3 min 14 s
7. Swans? What Swans? – 4 min 23 s
8. Too Ugly for Show Business – 4 min 20 s
9. Systems of Edges – 5 min 32 s
10. Do Not Try This at Home – 3 min 46 s
11. Things That Look Like Meat – 6 min 57 s
12. Watermelon in Easter Hay – 4 min 02 s
13. Canadian Customs – 3 min 34 s
14. Is That All There Is? – 4 min 09 s
15. It Ain't Necessarily the Saint James Infirmary (George Gershwin, Ira Gershwin, DuBose Heyward / Joe Primrose) – 5 min 15 s

### Version vinyle
Première face
1. Sexual Harassment in the Workplace – 3 min 42 s
2. Republicans – 5 min 08 s
3. Do Not Pass Go – 3 min 37 s
4. That's Not Really Reggae – 3 min 17 s
5. When No One Was No One – 4 min 41 s

Seconde face
1. Once Again, without the Net – 3 min 58 s
2. Outside Now (Original Solo) – 5 min 29 s
3. Jim & Tammy's Upper Room – 3 min 11 s
4. Were We Ever Really Safe in San Antonio? – 2 min 50 s
5. That Ol' G Minor Thing Again – 4 min 39 s

Troisième face
1. Move It or Park It – 5 min 43 s
2. Sunrise Redeemer – 3 min 53 s
3. But Who Was Fulcanelli? – 2 min 58 s
4. For Duane – 3 min 25 s
5. GOA – 4 min 46 s

Quatrième face
1. Winos Do Not March – 3 min 14 s
2. Systems of Edges – 5 min 32 s
3. Things That Look Like Meat – 6 min 55 s
4. Watermelon in Easter Hay – 4 min 00 s

## Information
Tableau regroupant les informations données sur la date, le lieu, la guitare utilisée et le morceau d'improvisation.
| Titre                                          | Date              | Lieu                                                | Guitare utilisée | Morceau d'improvisation             |
| ---------------------------------------------- | ----------------- | --------------------------------------------------- | ---------------- | ----------------------------------- |
| Sexual Harassment In The Workplace             | 12 décembre 1981  | Fox Theater, San Diego, Californie                  | Hendrix Strat    | Stinkfoot                           |
| Which One Is It?                               | 26 juin 1982      | Olympiahalle, Munich, Allemagne                     | Custom Strat     | The Black Page                      |
| Republicans                                    | 10 novembre 1984  | Tower Theater, Upper Darby                          | Custom Strat     | Let's Move To Cleveland             |
| Do Not Pass Go                                 | 19 juin 1982      | Hammersmith Odeon, Londres                          | Custom Strat     | Drowning Witch                      |
| Chalk Pie                                      | 7 décembre 1981   | Terrace Ballroom, Salt Lake City, Utah              | Hendrix Strat    | Zoot Allures                        |
| In-A-Gadda-Stravinsky                          | 4 décembre 1984   | Civic Center, Atlanta, Georgie                      | Custom Strat     | Let's Move To Cleveland             |
| That's Not Really Reggae                       | 25 septembre 1984 | Hammersmith Odeon, Londres                          | Custom Strat     | Whipping Post                       |
| When No One Was No One                         | 21 mai 1982       | Sporthalle, Cologne, Allemagne                      | Custom Strat     | Zoot Allures                        |
| Once Again, Without The Net                    | 20 décembre 1984  | Arlene Schnitzer Concert Hall, Porland, Oregon      | Custom Strat     | Let's Move To Cleveland             |
| Outside Now (Original Solo)                    | 31 mars 1979      | Rudi-Sedlmeyer Sporthalle, Munich, Allemagne        | Custom SG        | City Of Tiny Lights                 |
| Jim & Tammy's Upper Room                       | 30 juin 1982      | La Patinoire, Bordeaux, France                      | Les Paul Custom  | Advance Romance                     |
| Were We Ever Really Safe In San Antonio?       | 10 décembre 1984  | Majestic Performing Arts Center, San Antonio, Texas | Custom Strat     | Drowning Witch                      |
| That Ol'G Minor Thing Again                    | 24 juin 1982      | Hallenstadion, Zurich, Suisse                       | Custom Strat     | City Of Tiny Lights                 |
| Hotel Atlanta Incidentals                      | 25 novembre 1984  | Civic Center, Atlanta, Georgie                      | Custom Strat     | Hot-Plate Heaven At The Green Hotel |
| That's Not Really A Shuffle                    | 11 mai 1982       | Brondbyhallen, Copenhague, Danemark                 | Les Paul Custom  | King Kong                           |
| Move It Or Park It                             | 11 juin 1982      | Alte Oper, Frankfort, Allemagne                     | Custom Strat     | The Black Page                      |
| Sunrise Redeemer                               | 30 novembre 1984  | Sunrise Musical Theatre, Sunrise, Floride           | Custom Strat     | Let's Move To Cleveland             |
| Variations On Sinister #3                      | 11 aout 1984      | Oscar Mayer Theatre, Madison, Wisconsin             | Custom Strat     | Easy Meat                           |
| Orrin Hatch On Skis                            | 30 novembre 1984  | Sunrise Musical theater, Sunrise, Floride           | Custom Strat     | Ride My Face To Chicago             |
| But Who Was Fulcanelli?                        | 21 mai 1982       | Sporthalle, Cologne, Allemagne                      | Custom Strat     | Drowning Witch                      |
| For Duane                                      | 25 novembre 1984  | Civic Center, Atlanta, Georgie                      | Custom Strat     | Whipping Post                       |
| GOA                                            | 23 novembre 1984  | Bismarck Theater, Chicago, Illinois                 | Custom Strat     | Let's Move To Cleveland             |
| Winos Do Not March                             | 4 décembre 1984   | Orpheum Theater, Memphis, Tennessee                 | Custom Strat     | Sharleena                           |
| Swans? What Swans?                             | 12 décembre 1981  | Fox Theater, San Diego, Californie                  | Hendrix Strat    | Pound For A Brown                   |
| Too Ugly For Show Business                     | 10 décembre 1981  | Berkeley Community Theater                          | Les Paul Custom  | King Kong                           |
| Systems Of Edges                               | 27 mars 1979      | Rhein-Main-Halle, Wiesbaden, Allemagne              | Custom SG        | Inca Roads                          |
| Do Not Try This At Home                        | 7 juillet 1982    | Parco Redecesio, Milan, Italie                      | Custom Strat     | The Black Page                      |
| Things That Look Like Meat                     | 7 décembre 1981   | Terrace Ballroom, Salt Lake CIty, Utah              | Les Paul Custom  | City Of TIny Lights                 |
| Watermelon In Easter Hay                       | 16 aout 1984      | Jones Beach Theatre, Wantagh                        | Custom Strat     |                                     |
| Canadian Customs                               | 12 décembre 1984  | Queen Elizabeth Theater, Vancouver, Canada          | Custom Strat     | Let's Move To Cleveland             |
| Is That All These Is?                          | 22 mai 1982       | Philipshalle, Düsseldorf, Allemagne                 | Custom Strat     | Let's Move To Cleveland             |
| It Ain't Necessarily The Saint James Infirmary | 8 juillet 1982    | Stadio Communale, Pistoia, Italie                   | Custom Strat     | Pound For A Brown                   |

## Production
- Production : Frank Zappa
- Ingénierie : Mark Pinske, Klaus Wiedemann, Bob Stone
- Direction musicale : Frank Zappa
- Photos : Sergio Albonico
- Graphismes : Jeff Fey

## Sources
- http://globalia.net/donlope/fz/lyrics/Guitar.html
- Alle Gitarrenakkorde im Überblick